# Giancarlo Malagutti
Giancarlo Malagutti (Mantova, 24 aprile 1955) è un fumettista italiano.

## Biografia
Esordì nel 1973 realizzando storie per il fumetto mensile horror della Sansoni e poi ha collaborato con la riviste di fumetti Intrepido e Il Monello della Editrice Universo e a diverse serie a fumetti per adulti pubblicate dalla Ediperiodici e dalla Edifumetto; nel 1975 inizia a collaborare con la Astorina alla serie Diabolik aiutando i disegnatori Giorgio Montorio e Sergio Zaniboni nella inchiostratura di alcuni albi e, dal 1977, scrive anche sceneggiature di diversi albi fino alla fine degli anni settanta. Attraverso lo studio Staff di If, nel 1981 realizza le trasposizioni a fumetti degli anime Principessa Zaffiro e L'Uomo Tigre. Con Sergio Zaniboni, nel 1982 idea la serie I Reporters pubblicata su Orient Express. Fra gli altri i personaggi di sua ideazione ci sono Adam, disegnato da Manlio Truscia, su un fumettista degli anni cinquanta accusato di comunismo che fugge in America Latina, e "Chris Carella", disegnato da Sergio Zaniboni, su una giovane donna che vive da sola in una grande città. Negli anni novanta lavora per la ACME scrivendo sceneggiature per Lupo Alberto e Cattivik e, per la Sergio Bonelli Editore, idea e scrive una sceneggiatura per la serie Martin Mystère per poi dedicarsi al lavoro di pubblicitario interrompendo l'attività di fumettista per qualche tempo. Ha scritto anche libri di cucina e ha illustrato libri per l'infanzia.